# Agapetus pedarius
Agapetus pedarius är en nattsländeart som beskrevs av Wolfram Mey 1997. Agapetus pedarius ingår i släktet Agapetus och familjen stenhusnattsländor. Inga underarter finns listade i Catalogue of Life.